# Stari Grad, Bekštanj
Stari Grad (nemško Altfinkenstein) je naselje v Občini Bekštanj v Okraju Beljak-dežela na Koroškem v Avstriji.